# Stazione di Dragoni
La stazione di Dragoni è una stazione ferroviaria a servizio del comune di Dragoni, posta sulla ferrovia Piedimonte Matese - Santa Maria Capua Vetere (Alifana alta). Attualmente è gestita dall'Ente Autonomo Volturno.

## Storia
L'attuale stazione è stata costruita nel dopoguerra nel luogo ove era situata la vecchia stazione, danneggiata durante la Seconda guerra mondiale. Nel 2021, è stata oggetto di lavori di ristrutturazione.

## Strutture e impianti
La stazione è a raso e dispone di due binari adibiti al servizio viaggiatori, con un piccolo fabbricato viaggiatori dotato di sala d'attesa e biglietteria, e due binari tronchi ed un piccolo fabbricato per lo scalo merci, attualmente inutilizzato.

## Movimento
La stazione è servita da treni regionali svolti da EAV. Nella stazione fermano tutti i treni della linea Napoli - Piedimonte Matese e le destinazioni principali sono Napoli e Piedimonte Matese.

## Servizi
La stazione dispone di:
- Biglietteria
- Sala di attesa